# Pushcharovskita
La pushcharovskita és un mineral de la classe dels fosfats. Fou anomenada així per professor Dimitri Iurievitx Puixtxarovski, cristal·lògrad de la Universitat Estatal de Moscou. És un polimorf de la germinita.

## Característiques
La pushcharovskita és un fosfat de fórmula química K0.6Cu18(AsO₄)(HAsO₄)10(H₂AsO₄)₄(OH)9.6·18.6H₂O. Cristal·litza en el sistema triclínic.
Segons la classificació de Nickel-Strunz, la pushcharovskita pertany a «08.C - Fosfats sense anions addicionals, amb H2O, amb cations de mida petita i mitjana» juntament amb els següents minerals: fransoletita, parafransoletita, ehrleïta, faheyita, gainesita, mccril·lisita, selwynita, pahasapaïta, arsenohopeïta, warikahnita, fosfofil·lita, parascholzita, scholzita, keyita, hopeïta, prosperita, gengenbachita i parahopeïta.

## Formació i jaciments
Es forma com a mineral secundari molt rar en les zones d'oxidació de dipòsits hidrotermals polimetàl·lics (localitat tipus). Sol trobar-se associat a tennantita, covel·lita, geminita, lindackerita, yvonita, mahnertita, arsenopirita, bismut natiu, calcopirita i quars. Només se n'han trobat exemplars a França i a la República Txeca.